# Francesco Trissino

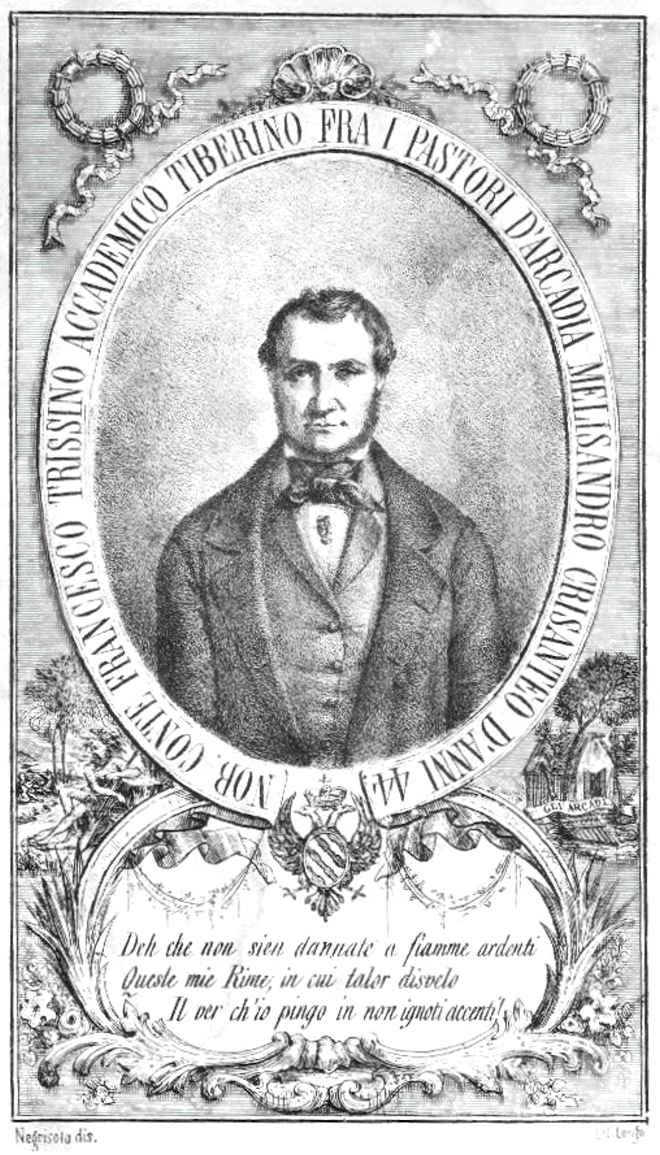
Francesco Trissino (1809-1883), incisione tratta dal volume Versi del 1853

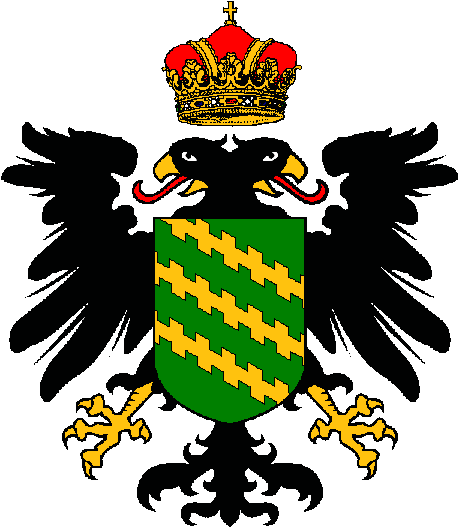
Stemma della famiglia Trissino

Francesco Trissino (pronuncia Trìssino, /ˈtrissino/) (Vicenza, 23 marzo 1809 – Vicenza, 24 luglio 1883) è stato uno scrittore e letterato italiano, celebre per i suoi studi danteschi.

## Biografia
Francesco Trissino nacque il 23 marzo 1809 a Vicenza dal conte Paninsacco, discendente del ramo cadetto di una delle maggiori famiglie della città, ed Eleonora dei baroni Lottieri.
Fin da giovane si dilettò di lettere e poesia. Divenne membro dell'Accademia Tiberina col nome di Melisandro Crisanteo, coltivando rapporti coi maggiori letterati della sua epoca.
Cultore dell'opera dantesca, redasse un ponderoso elenco di tutti i luoghi, le cose e i personaggi citati nei tre libri della Divina Commedia, pubblicato a fascicoli, e una versione nell'italiano un po' aulico e romantico del suo tempo dello stesso poema di Dante Alighieri, col testo originale a fronte.
Scrisse anche un libro sulla storia della vita di Santa Savina, pia donna vedova di un Trissino, che miracolosamente riuscì a trafugare e condurre a Milano i corpi martirizzati di Nabore e Felice, due soldati romani rei di aver abbracciato la fede cristiana all'epoca dell'imperatore Diocleziano. Scrisse infine Versi, un libro di poesie, sonetti, inni, racconti e brevi opere, pubblicato nel 1853.
Francesco Trissino morì a Vicenza il 24 luglio 1883.

## Opere principali
- La festa della ruota in Vicenza. Ottave di Francesco conte Trissino, 1837.
- Esposizione Generale per indice di tutti i luoghi, le persone, e cose menzionate nella Divina Commedia di Dante Allighieri (sic) compilata dal conte Francesco Trissino, 1843.
- Versi del nob. conte Francesco Trissino vicentino, 1853.
- Memorie intorno alla vita e alle opere delli nobili conti padre Carlo, padre Giuseppe e Ludovico Barbieri, fratelli vicentini, scritte e pubblicate da Francesco Trissino vicentino nel lieto giorno delle nozze del sig. Sebastiano Anti e nobile signora contessa Laura Barbieri, 1854.
- Vita di Santa Savina, corredata di opportune note, per cura e opera del Francesco Trissino vicentino, discendente del ceppo medesimo dell'illustrissima di lei prosapia, 1855.
- Nella da lungo tempo sospirata venuta in Vicenza delle loro maestà II. RR. AA. Francesco Giuseppe primo ed Elisabetta Amalia Eugenia carme del nobil conte Francesco Trissino vicentino, 1856.
- Brevi cenni storici sulla vita del sig. Giovanni Masiero, per quarantadue anni, mesi 5 e giorni 16 Capo della Deputazione Comunale di Trissino nel distretto di Valdagno. Vicenza tipografia ditta Tramontini, 1857.
- La Divina Commedia di Dante Allighieri (sic) illustrata dal nobil conte Francesco Trissino di Vicenza con testo originale a riscontro ad utilità e comodo degli studiosi della sublime poesia, 1858.
- Le opere di Virgilio letteralmente volgarizzate da Francesco Trissino di Vicenza, 1862.